# Imagineer
Imagineer Co., Ltd. (イマジニア株式会社 Imajinia Kabushiki-gaisha?) är ett japanskt företag som tillhandahåller innehåll och tjänster avseende karaktärer, spel, utbildning och mer.

### Fotnoter
1. ↑  hämtat från: engelskspråkiga Wikipedia.[källa från Wikidata]